# Городская клиническая больница № 1 (Новосибирск)
Городская клиническая больница № 1 («Горбольница») — медицинское учреждение в Заельцовском районе Новосибирска, открытое в 1930 году. Часть больничных зданий построены в стиле конструктивизма.

## История
Строительство больницы велось трестом «Сибкоммунстрой». В 1930 году вошёл в строй лечебный корпус № 3, пищеблок, гараж и котельная, в 1931 году — лечебный корпус № 4, затем акушерско-гинекологический корпус (№ 1) и корпуса № 2 и № 5, прачечная и жилой дом. Первая очередь располагала 500 койками.
В начале 1930-х годов новые корпуса медицинского учреждения привели в восторг известного британского искусствоведа и путешественника Роберта Байрона, который запечатлел больницу на нескольких фотографиях.
В 1931 году больница становится базой для переехавшего из Томска Института медицинских кадров и в 1935 году — для Новосибирского медицинского института. Руководители кафедр данных институтов возглавили отделения и службы больницы.
В 1967 году был построен главный корпус, который соединили с другими корпусами медицинского учреждения, благодаря чему увеличилась его пропускная способность. Сооружение 7-этажного клинического корпуса сформировало современный облик больницы.
В 1990-е годы был построен операционно-реанимационный корпус, проведены реконструкция второго хирургического корпуса и замена инженерных коммуникаций, также были оснащены и централизованы эндоскопическая, лабораторная, функциональная службы и служба переливания крови.

## Медицинские работники
В первые годы существования больницы здесь работали известные учёные-медики: В. М. Мыш, А. Л. Мясников, Н. И. Горизонтов, А. В. Триумфов, Н. А. Боголепов, Г. Д. Залесский, А. А. Колен, Д. Т. Куимов и другие.
С медицинским учреждением связан период научно-практической деятельности таких выдающихся учёных как профессор Г. Л. Феофилов, академики РАМН Л. Д. Сидорова, В. П. Казначеев, В. П. Лозовой и других.
Среди сотрудников больницы сохраняется преемственность поколений, дела родителей продолжают их дети и внуки: Каплан, Комиссаровы, Баранниковы, Кузьмины, Марченки, Мичурины, профессор А. Д. Куимов и т. д.
Для развития качественного лечения пациентов большой вклад внесли Н. М. Пасман, В. Н. Кытманов, Н. В. Анастасьева, Л. В. Мамонтова, В. А. Галенок, А. П. Иерусалимский, В. А. Балашов, Г. И. Окладников, М. А. Рымша, Н. С. Орлова, Д. Б. Минкин, В. В. Лантух и др.